# Accident ferroviaire d'Odisha
L'accident ferroviaire d'Odisha est une collision impliquant trois trains survenue le 2 juin 2023 près de Balasore dans l'État indien d'Odisha. Au moins 275 personnes sont tuées et plus de 1 175 autres blessées dans l'accident, ce qui en fait l'une des pires catastrophes ferroviaires de l'histoire.

## Matériel
Les trains de voyageurs impliqués étaient le 12841 Coromandel Express (en), qui relie les gares de Shalimar et la gare centrale de Madras et le 12864 SMVT Bengaluru – Howrah Superfast Express (en) qui relie les gares SMVT Bengaluru (en) et Howrah.

## Accident

Schéma simplifié de la collision.

Le 2 juin 2023, vers 7 h 13 heure locale (1 h 43 UTC), deux trains de voyageurs sont entrés en collision après qu'un a déraillé sur la ligne de Howrah à Chennai près de la gare de Bahanaga Bazar (en) dans le district de Balasore dans l'État oriental d'Odisha. Un troisième train, un convoi de marchandises, stationnait sur le site,.
Le Coromandel Express a percuté le train de marchandises à une vitesse de 128 km/h. L’impact a été assez puissant pour envoyer la locomotive du train de voyageurs au-dessus du train de marchandises, et 22 voitures remplis de passagers ont déraillé. Trois des voitures déraillées se sont enfoncées dans des voies parallèles et ont fouetté l’extrémité arrière du 12864 SMVT Bengaluru-Howrah SF Express traversant la gare en même temps.

## Organisation des secours
Indian Railways a publié les tableaux de réservation des deux trains de voyageurs sur son site Web,.
Les chemins de fer indiens et les gouvernements d'Odisha et du Bengale-Occidental ont publié des numéros d'assistance téléphonique.

### Moyens engagés
Selon le secrétaire en chef d'Odisha, Pradeep Jena, trois unités de la NDRF (en), quatre unités de la Force d'action rapide en cas de catastrophe d'Odisha (en), plus de quinze équipes de pompiers, trente médecins, deux cents policiers et soixante ambulances avaient été mobilisés pour les opérations de sauvetage. Il a été signalé que quatre autres équipes de la NDRF étaient en route vers le lieu de l'accident,,.
Des chiens de recherche ont été utilisés pour trouver des survivants.
La recherche et la récupération des passagers pris au piège et blessés se sont poursuivies dans la nuit du 2 juin et se sont achevées le samedi 3 juin, a annoncé un responsable des secours, à Balasore.
Un certain nombre d’habitants de Balasore, Bhadrak et Cuttack sont venus dans les hôpitaux pour donner du sang.

## Réactions

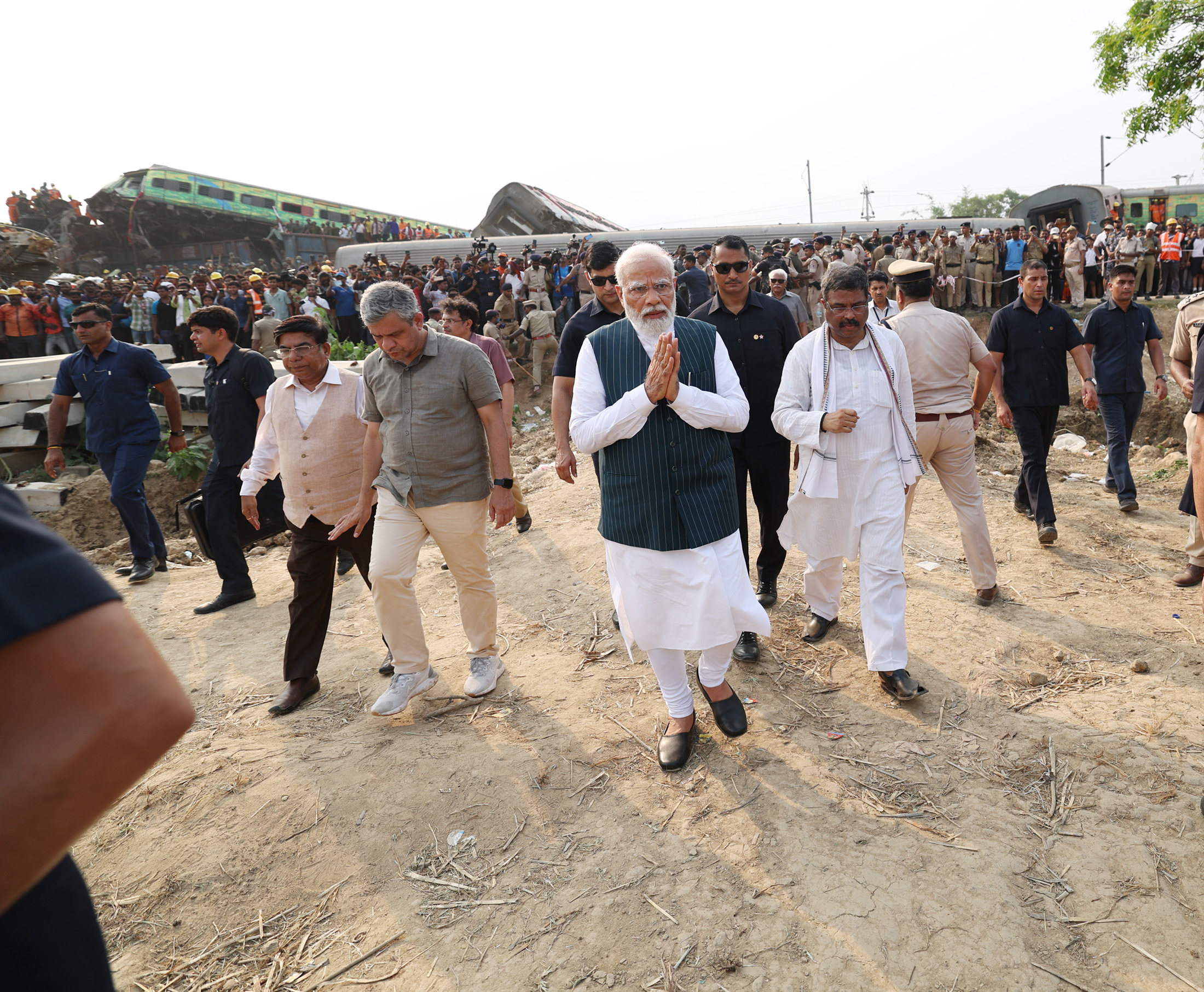
Le Premier ministre indien Narendra Modi visitant le site de l'accident le 3 juin 2023.

Le Premier ministre indien Narendra Modi a tweeté : « Des opérations de sauvetage sont en cours sur le site de l'accident et toute l'assistance possible est apportée aux personnes touchées ». Il s'est rendu sur place dans la journée.
Le ministre de l’Intérieur de l’Union, Amit Shah, a qualifié l’incident de « profondément pénible ».
Le ministre en chef de l’Odisha Naveen Patnaik et le ministre en chef du Bengale occidental Mamata Banerjee ont exprimé leur profonde préoccupation face à la catastrophe,.
Le président français Emmanuel Macron a fait part de ses « sincères condoléances à la présidente Murmu, au Premier ministre Modi et au peuple indien après le tragique accident de train à Odisha », dans un message en anglais sur Twitter.
D'autres chefs d'État du monde ont également exprimé leur soutien.
Le ministre indien des chemins de fer, Ashwini Vaishnaw, a annoncé qu’il allait se rendre d’urgence sur le lieu de l’accident.
De nombreux partis d’opposition, dont le Congrès national indien, le Congrès Trinamool, le Parti communiste indien (marxiste) et le Parti communiste indien, ont demandé la démission de Vaishnaw.

## Victimes

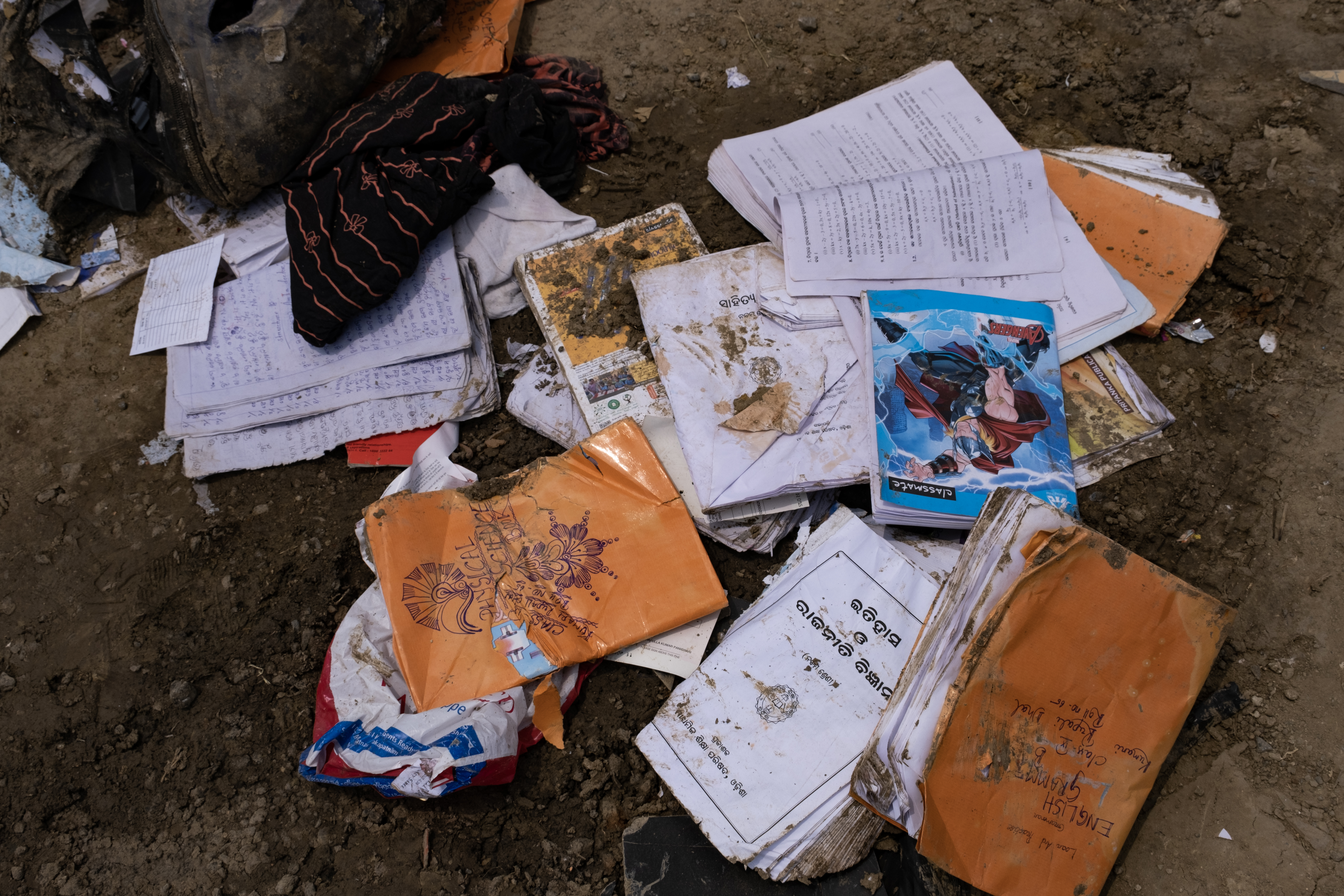
Effets personnels appartenant à des passagers des trains accidentés.

Quelques heures après l'accident, le bilan était de près de trois cents morts, et plus de mille blessés,,. Les responsables ont déclaré que la vérification de l’identification des passagers dans les autocars non réservés prendrait du temps.
Le 5 juin, le bilan est revu à 275 morts et plus de 1 100 blessés.

## Enquête
Une enquête préliminaire menée par les responsables de la division ferroviaire de Kharagpur indique que la séquence suivante d’événements s’est produite sur le site de l’accident, :
1. Le Coromandel Express se dirige vers Chennai sur une ligne en direction du sud à une vitesse de 128 km/h. Il reçoit le signal de continuer sur la ligne principale sur laquelle il arrivait. Cependant, pour des raisons inconnues, le signal a ensuite été retiré pour la ligne principale et l’itinéraire a été commuté vers une ligne en boucle adjacente à la ligne principale[5] ;
2. Le Coromandel Express heurte l’arrière d’un train de marchandises à l’arrêt qui se trouvait sur la ligne de boucle. Cela a fait grimper la locomotive du Coromandel Express sur le wagon de marchandises et a également provoqué le déraillement des 22 voitures du Coromandel Express.
3. Pendant ce temps, le Bengaluru-Howrah SF Express, qui se dirigeait vers Howrah sur la ligne nord à une vitesse de 116 km/h, dépasse le Coromandel Express dans la direction opposée.
4. Lorsque le Coromandel Express déraille, trois de ses voitures ont heurté les deux dernières voitures du Bengaluru-Howrah SF Express, faisant le plus grand nombre de victimes.

Le ministre indien des chemins de fer, Ashwini Vaishnaw (en), a déclaré le 4 juin qu’une défaillance du système de signalisation, avec un « changement dans l’enclenchement électronique » pouvait être une cause probable de la catastrophe,.

## Conséquences
Les chemins de fer ont annoncé une indemnisation de 10 lakh ₹ (un million de roupies, environ 11 000 €) pour les familles des personnes décédées et de 2 lakh ₹ pour les blessés graves et de 50 000 ₹ pour les personnes légèrement blessées. En outre, une indemnisation à titre gracieux de 2 lakh ₹ du PMNRF (en) serait accordée aux familles des personnes décédées et 50 000 ₹ aux blessés.
(Pour mémoire, deux tiers des Indiens vivent avec moins de 50€/mois.)[réf. nécessaire]
Plusieurs trains ont été annulés ou déviés à la suite de l'accident. Le trajet inaugural du Mumbai CSMT–Madgaon Vande Bharat Express (en) qui était prévu pour le 3 juin a également été annulé.
Cet accident ferroviaire est le plus meurtrier en Inde en plus de 20 ans et la catastrophe ferroviaire de Firozabad et le deuxième plus meurtrier au monde depuis l'accident ferroviaire de 2004 au Sri Lanka,,.